# Eleições europeias de 2014 em Lisboa

## Resultados Oficiais
| Partido                 | Partido                               | Votos   | %               | +/-   |
| ----------------------- | ------------------------------------- | ------- | --------------- | ----- |
|                         | Partido Socialista                    | 60 757  | 29,22 / 100,00  | 3,60  |
|                         | Aliança Portugal                      | 58 008  | 27,90 / 100,00  | 10,91 |
|                         | Coligação Democrática Unitária        | 28 241  | 13,58 / 100,00  | 2,82  |
|                         | Partido da Terra                      | 11 812  | 5,68 / 100,00   | 5,05  |
|                         | LIVRE                                 | 11 234  | 5,40 / 100,00   | Novo  |
|                         | Bloco de Esquerda                     | 11 065  | 5,32 / 100,00   | 7,07  |
|                         | Partido pelos Animais e pela Natureza | 4 993   | 2,40 / 100,00   | Novo  |
|                         | PCTP/MRPP                             | 2 719   | 1,31 / 100,00   | 0,35  |
|                         | Outros                                | 6 141   | 2,95 / 100,00   |       |
| Votos Inválidos         | Votos Inválidos                       | 12 973  | 6,23 / 100,00   | 0,71  |
| Total                   | Total                                 | 207 943 | 100,00 / 100,00 |       |
| Eleitorado/Participação | Eleitorado/Participação               | 503 525 | 41,30 / 100,00  | 0,74  |

## Resultados por Freguesia
Os resultados seguintes referem-se aos partidos que obtiveram mais de 1,00% dos votos:
| Freguesia               | %     | %     | %     | %    | %    | %    | %    | %    | Votantes |
| Freguesia               | PS    | AP    | CDU   | MPT  | L    | BE   | PAN  | PCTP | Votantes |
| ----------------------- | ----- | ----- | ----- | ---- | ---- | ---- | ---- | ---- | -------- |
| Ajuda                   | 38,70 | 17,20 | 20,38 | 4,84 | 2,99 | 4,68 | 2,09 | 1,51 | 5 644    |
| Alcântara               | 30,99 | 22,74 | 18,56 | 5,16 | 4,67 | 5,27 | 2,23 | 1,50 | 5 334    |
| Alvalade                | 23,36 | 36,26 | 10,90 | 6,24 | 5,73 | 4,79 | 2,70 | 0,73 | 13 395   |
| Areeiro                 | 22,83 | 36,28 | 9,57  | 6,16 | 6,73 | 5,20 | 2,62 | 0,79 | 8 576    |
| Arroios                 | 27,79 | 27,03 | 13,56 | 5,30 | 7,56 | 6,28 | 2,99 | 1,15 | 11 206   |
| Avenidas Novas          | 22,51 | 40,61 | 9,38  | 5,00 | 6,43 | 4,51 | 2,25 | 0,64 | 9 809    |
| Beato                   | 37,01 | 18,58 | 17,25 | 5,75 | 3,26 | 5,60 | 2,02 | 1,71 | 4 748    |
| Belém                   | 23,64 | 39,66 | 9,87  | 4,91 | 5,62 | 4,13 | 2,00 | 0,87 | 6 797    |
| Benfica                 | 31,53 | 25,07 | 14,59 | 5,89 | 3,90 | 5,44 | 2,42 | 1,37 | 14 931   |
| Campo de Ourique        | 27,65 | 30,63 | 12,54 | 4,93 | 6,40 | 5,79 | 2,55 | 1,12 | 9 488    |
| Campolide               | 33,68 | 25,59 | 13,52 | 5,55 | 4,30 | 5,26 | 2,38 | 1,52 | 5 510    |
| Carnide                 | 29,20 | 24,30 | 17,23 | 5,95 | 5,16 | 4,82 | 1,70 | 1,63 | 7 288    |
| Estrela                 | 24,58 | 39,52 | 10,51 | 4,07 | 5,76 | 3,97 | 2,21 | 0,87 | 7 780    |
| Lumiar                  | 25,19 | 32,67 | 10,61 | 6,60 | 6,60 | 5,25 | 2,13 | 0,83 | 16 124   |
| Marvila                 | 39,50 | 13,24 | 18,57 | 5,66 | 2,55 | 6,00 | 1,91 | 2,86 | 11 591   |
| Misericórdia            | 29,16 | 24,47 | 14,79 | 4,69 | 8,57 | 5,72 | 2,91 | 1,33 | 4 949    |
| Olivais                 | 33,69 | 21,76 | 16,24 | 6,10 | 3,48 | 5,51 | 2,27 | 1,57 | 13 406   |
| Parque das Nações       | 27,81 | 27,83 | 10,60 | 7,16 | 6,90 | 5,22 | 2,65 | 0,97 | 6 918    |
| Penha de França         | 33,04 | 21,02 | 14,76 | 6,31 | 5,11 | 6,73 | 3,09 | 1,72 | 9 915    |
| Santa Clara             | 33,67 | 19,67 | 16,16 | 5,82 | 3,63 | 5,92 | 2,26 | 2,27 | 6 201    |
| Santa Maria Maior       | 32,71 | 18,89 | 18,39 | 4,24 | 6,12 | 6,08 | 2,22 | 2,48 | 4 197    |
| Santo António           | 24,93 | 32,71 | 11,49 | 5,23 | 7,98 | 5,29 | 2,75 | 0,97 | 5 047    |
| São Domingos de Benfica | 26,58 | 33,85 | 10,70 | 6,02 | 5,65 | 4,73 | 2,43 | 0,70 | 13 798   |
| São Vicente             | 32,77 | 20,54 | 17,07 | 5,31 | 5,76 | 5,54 | 2,66 | 1,95 | 5 291    |
| Lisboa                  | 29,22 | 27,90 | 13,58 | 5,68 | 5,40 | 5,32 | 2,40 | 1,31 | 207 943  |

#### Ajuda
| Partido                 | Partido                               | Votos  | %               | +/-  |
| ----------------------- | ------------------------------------- | ------ | --------------- | ---- |
|                         | Partido Socialista                    | 2 184  | 38,70 / 100,00  | 7,48 |
|                         | Coligação Democrática Unitária        | 1 150  | 20,38 / 100,00  | 1,38 |
|                         | Aliança Portugal                      | 971    | 17,20 / 100,00  | 9,42 |
|                         | Partido da Terra                      | 273    | 4,84 / 100,00   | 4,26 |
|                         | Bloco de Esquerda                     | 264    | 4,68 / 100,00   | 7,44 |
|                         | LIVRE                                 | 169    | 2,99 / 100,00   | Novo |
|                         | Partido pelos Animais e pela Natureza | 118    | 2,09 / 100,00   | Novo |
|                         | PCTP/MRPP                             | 85     | 1,51 / 100,00   | 0,36 |
|                         | Outros                                | 137    | 2,43 / 100,00   |      |
| Votos Inválidos         | Votos Inválidos                       | 293    | 5,19 / 100,00   | 0,13 |
| Total                   | Total                                 | 5 644  | 100,00 / 100,00 |      |
| Eleitorado/Participação | Eleitorado/Participação               | 14 222 | 39,68 / 100,00  | 0,26 |

#### Alcântara
| Partido                 | Partido                               | Votos  | %               | +/-  |
| ----------------------- | ------------------------------------- | ------ | --------------- | ---- |
|                         | Partido Socialista                    | 1 653  | 30,99 / 100,00  | 4,01 |
|                         | Aliança Portugal                      | 1 213  | 22,74 / 100,00  | 9,53 |
|                         | Coligação Democrática Unitária        | 990    | 18,56 / 100,00  | 3,18 |
|                         | Bloco de Esquerda                     | 281    | 5,27 / 100,00   | 7,72 |
|                         | Partido da Terra                      | 275    | 5,16 / 100,00   | 4,43 |
|                         | LIVRE                                 | 249    | 4,67 / 100,00   | Novo |
|                         | Partido pelos Animais e pela Natureza | 119    | 2,23 / 100,00   | Novo |
|                         | PCTP/MRPP                             | 80     | 1,50 / 100,00   | 0,42 |
|                         | Outros                                | 154    | 2,89 / 100,00   |      |
| Votos Inválidos         | Votos Inválidos                       | 320    | 6,00 / 100,00   | 0,57 |
| Total                   | Total                                 | 5 334  | 100,00 / 100,00 |      |
| Eleitorado/Participação | Eleitorado/Participação               | 12 607 | 42,31 / 100,00  | 0,71 |

#### Alvalade
| Partido                 | Partido                               | Votos  | %               | +/-   |
| ----------------------- | ------------------------------------- | ------ | --------------- | ----- |
|                         | Aliança Portugal                      | 4 857  | 36,26 / 100,00  | 16,28 |
|                         | Partido Socialista                    | 3 129  | 23,36 / 100,00  | 4,33  |
|                         | Coligação Democrática Unitária        | 1 460  | 10,90 / 100,00  | 5,48  |
|                         | Partido da Terra                      | 836    | 6,24 / 100,00   | 5,80  |
|                         | LIVRE                                 | 768    | 5,73 / 100,00   | Novo  |
|                         | Bloco de Esquerda                     | 642    | 4,79 / 100,00   | 6,45  |
|                         | Partido pelos Animais e pela Natureza | 362    | 2,70 / 100,00   | Novo  |
|                         | Outros                                | 446    | 3,33 / 100,00   |       |
| Votos Inválidos         | Votos Inválidos                       | 895    | 6,69 / 100,00   | 1,48  |
| Total                   | Total                                 | 13 395 | 100,00 / 100,00 |       |
| Eleitorado/Participação | Eleitorado/Participação               | 29 959 | 44,71 / 100,00  | 4,96  |

#### Areeiro
| Partido                 | Partido                               | Votos  | %               |
| ----------------------- | ------------------------------------- | ------ | --------------- |
|                         | Aliança Portugal                      | 3 111  | 36,28 / 100,00  |
|                         | Partido Socialista                    | 1 958  | 22,83 / 100,00  |
|                         | Coligação Democrática Unitária        | 821    | 9,57 / 100,00   |
|                         | LIVRE                                 | 577    | 6,73 / 100,00   |
|                         | Partido da Terra                      | 528    | 6,16 / 100,00   |
|                         | Bloco de Esquerda                     | 446    | 5,20 / 100,00   |
|                         | Partido pelos Animais e pela Natureza | 225    | 2,62 / 100,00   |
|                         | Outros                                | 333    | 3,83 / 100,00   |
| Votos Inválidos         | Votos Inválidos                       | 577    | 6,73 / 100,00   |
| Total                   | Total                                 | 8 576  | 100,00 / 100,00 |
| Eleitorado/Participação | Eleitorado/Participação               | 20 177 | 42,50 / 100,00  |

#### Arroios
| Partido                 | Partido                               | Votos  | %               |
| ----------------------- | ------------------------------------- | ------ | --------------- |
|                         | Partido Socialista                    | 3 114  | 27,79 / 100,00  |
|                         | Aliança Portugal                      | 3 029  | 27,03 / 100,00  |
|                         | Coligação Democrática Unitária        | 1 520  | 13,56 / 100,00  |
|                         | LIVRE                                 | 847    | 7,56 / 100,00   |
|                         | Bloco de Esquerda                     | 704    | 6,28 / 100,00   |
|                         | Partido da Terra                      | 594    | 5,30 / 100,00   |
|                         | Partido pelos Animais e pela Natureza | 335    | 2,99 / 100,00   |
|                         | PCTP/MRPP                             | 129    | 1,15 / 100,00   |
|                         | Outros                                | 335    | 2,99 / 100,00   |
| Votos Inválidos         | Votos Inválidos                       | 599    | 5,35 / 100,00   |
| Total                   | Total                                 | 11 206 | 100,00 / 100,00 |
| Eleitorado/Participação | Eleitorado/Participação               | 29 433 | 38,07 / 100,00  |

#### Avenidas Novas
| Partido                 | Partido                               | Votos  | %               |
| ----------------------- | ------------------------------------- | ------ | --------------- |
|                         | Aliança Portugal                      | 3 983  | 40,61 / 100,00  |
|                         | Partido Socialista                    | 2 208  | 22,51 / 100,00  |
|                         | Coligação Democrática Unitária        | 920    | 9,38 / 100,00   |
|                         | LIVRE                                 | 631    | 6,43 / 100,00   |
|                         | Partido da Terra                      | 490    | 5,00 / 100,00   |
|                         | Bloco de Esquerda                     | 442    | 4,51 / 100,00   |
|                         | Partido pelos Animais e pela Natureza | 221    | 2,25 / 100,00   |
|                         | Outros                                | 340    | 3,46 / 100,00   |
| Votos Inválidos         | Votos Inválidos                       | 574    | 5,85 / 100,00   |
| Total                   | Total                                 | 9 809  | 100,00 / 100,00 |
| Eleitorado/Participação | Eleitorado/Participação               | 21 482 | 45,66 / 100,00  |

#### Beato
| Partido                 | Partido                               | Votos  | %               | +/-   |
| ----------------------- | ------------------------------------- | ------ | --------------- | ----- |
|                         | Partido Socialista                    | 1 757  | 37,01 / 100,00  | 7,90  |
|                         | Aliança Portugal                      | 882    | 18,58 / 100,00  | 11,98 |
|                         | Coligação Democrática Unitária        | 819    | 17,25 / 100,00  | 0,52  |
|                         | Partido da Terra                      | 273    | 5,75 / 100,00   | 4,97  |
|                         | Bloco de Esquerda                     | 266    | 5,60 / 100,00   | 6,38  |
|                         | LIVRE                                 | 155    | 3,26 / 100,00   | Novo  |
|                         | Partido pelos Animais e pela Natureza | 96     | 2,02 / 100,00   | Novo  |
|                         | PCTP/MRPP                             | 81     | 1,71 / 100,00   | 0,08  |
|                         | Outros                                | 151    | 3,19 / 100,00   |       |
| Votos Inválidos         | Votos Inválidos                       | 268    | 5,64 / 100,00   | 0,39  |
| Total                   | Total                                 | 4 748  | 100,00 / 100,00 |       |
| Eleitorado/Participação | Eleitorado/Participação               | 11 452 | 41,46 / 100,00  | 0,64  |

#### Belém
| Partido                 | Partido                               | Votos  | %               |
| ----------------------- | ------------------------------------- | ------ | --------------- |
|                         | Aliança Portugal                      | 2 696  | 39,66 / 100,00  |
|                         | Partido Socialista                    | 1 607  | 23,64 / 100,00  |
|                         | Coligação Democrática Unitária        | 671    | 9,87 / 100,00   |
|                         | LIVRE                                 | 382    | 5,62 / 100,00   |
|                         | Partido da Terra                      | 334    | 4,91 / 100,00   |
|                         | Bloco de Esquerda                     | 281    | 4,13 / 100,00   |
|                         | Partido pelos Animais e pela Natureza | 136    | 2,00 / 100,00   |
|                         | Outros                                | 291    | 3,20 / 100,00   |
| Votos Inválidos         | Votos Inválidos                       | 399    | 5,87 / 100,00   |
| Total                   | Total                                 | 6 797  | 100,00 / 100,00 |
| Eleitorado/Participação | Eleitorado/Participação               | 14 711 | 46,20 / 100,00  |

#### Benfica
| Partido                 | Partido                               | Votos  | %               | +/-   |
| ----------------------- | ------------------------------------- | ------ | --------------- | ----- |
|                         | Partido Socialista                    | 4 708  | 31,53 / 100,00  | 5,28  |
|                         | Aliança Portugal                      | 3 743  | 25,07 / 100,00  | 13,75 |
|                         | Coligação Democrática Unitária        | 2 179  | 14,59 / 100,00  | 3,89  |
|                         | Partido da Terra                      | 879    | 5,89 / 100,00   | 5,35  |
|                         | Bloco de Esquerda                     | 812    | 5,44 / 100,00   | 7,63  |
|                         | LIVRE                                 | 583    | 3,90 / 100,00   | Novo  |
|                         | Partido pelos Animais e pela Natureza | 362    | 2,42 / 100,00   | Novo  |
|                         | PCTP/MRPP                             | 205    | 1,37 / 100,00   | 0,61  |
|                         | Outros                                | 414    | 2,78 / 100,00   |       |
| Votos Inválidos         | Votos Inválidos                       | 1 046  | 7,01 / 100,00   | 1,63  |
| Total                   | Total                                 | 14 931 | 100,00 / 100,00 |       |
| Eleitorado/Participação | Eleitorado/Participação               | 34 252 | 43,59 / 100,00  | 0,59  |

#### Campo de Ourique
| Partido                 | Partido                               | Votos  | %               |
| ----------------------- | ------------------------------------- | ------ | --------------- |
|                         | Aliança Portugal                      | 2 906  | 30,63 / 100,00  |
|                         | Partido Socialista                    | 2 623  | 27,65 / 100,00  |
|                         | Coligação Democrática Unitária        | 1 190  | 12,54 / 100,00  |
|                         | LIVRE                                 | 607    | 6,40 / 100,00   |
|                         | Bloco de Esquerda                     | 549    | 5,79 / 100,00   |
|                         | Partido da Terra                      | 468    | 4,93 / 100,00   |
|                         | Partido pelos Animais e pela Natureza | 242    | 2,55 / 100,00   |
|                         | PCTP/MRPP                             | 106    | 1,12 / 100,00   |
|                         | Outros                                | 232    | 2,43 / 100,00   |
| Votos Inválidos         | Votos Inválidos                       | 565    | 5,96 / 100,00   |
| Total                   | Total                                 | 9 488  | 100,00 / 100,00 |
| Eleitorado/Participação | Eleitorado/Participação               | 21 214 | 44,73 / 100,00  |

#### Campolide
| Partido                 | Partido                               | Votos  | %               | +/-   |
| ----------------------- | ------------------------------------- | ------ | --------------- | ----- |
|                         | Partido Socialista                    | 1 856  | 33,68 / 100,00  | 6,12  |
|                         | Aliança Portugal                      | 1 410  | 25,59 / 100,00  | 10,52 |
|                         | Coligação Democrática Unitária        | 745    | 13,52 / 100,00  | 2,33  |
|                         | Partido da Terra                      | 306    | 5,55 / 100,00   | 4,95  |
|                         | Bloco de Esquerda                     | 290    | 5,26 / 100,00   | 8,06  |
|                         | LIVRE                                 | 237    | 4,30 / 100,00   | Novo  |
|                         | Partido pelos Animais e pela Natureza | 131    | 2,38 / 100,00   | Novo  |
|                         | PCTP/MRPP                             | 84     | 1,52 / 100,00   | 0,28  |
|                         | Outros                                | 156    | 3,01 / 100,00   |       |
| Votos Inválidos         | Votos Inválidos                       | 295    | 5,35 / 100,00   | 0,36  |
| Total                   | Total                                 | 5 510  | 100,00 / 100,00 |       |
| Eleitorado/Participação | Eleitorado/Participação               | 13 565 | 40,62 / 100,00  | 1,47  |

#### Carnide
| Partido                 | Partido                               | Votos  | %               | +/-  |
| ----------------------- | ------------------------------------- | ------ | --------------- | ---- |
|                         | Partido Socialista                    | 2 128  | 29,20 / 100,00  | 3,45 |
|                         | Aliança Portugal                      | 1 771  | 24,30 / 100,00  | 8,99 |
|                         | Coligação Democrática Unitária        | 1 256  | 17,23 / 100,00  | 3,81 |
|                         | Partido da Terra                      | 434    | 5,95 / 100,00   | 5,17 |
|                         | LIVRE                                 | 376    | 5,16 / 100,00   | Novo |
|                         | Bloco de Esquerda                     | 351    | 4,82 / 100,00   | 8,42 |
|                         | Partido pelos Animais e pela Natureza | 124    | 1,70 / 100,00   | Novo |
|                         | PCTP/MRPP                             | 119    | 1,63 / 100,00   | 0,25 |
|                         | Outros                                | 209    | 2,87 / 100,00   |      |
| Votos Inválidos         | Votos Inválidos                       | 520    | 7,14 / 100,00   | 0,69 |
| Total                   | Total                                 | 7 288  | 100,00 / 100,00 |      |
| Eleitorado/Participação | Eleitorado/Participação               | 16 452 | 44,30 / 100,00  | 0,10 |

#### Estrela
| Partido                 | Partido                               | Votos  | %               |
| ----------------------- | ------------------------------------- | ------ | --------------- |
|                         | Aliança Portugal                      | 3 075  | 39,52 / 100,00  |
|                         | Partido Socialista                    | 1 912  | 24,58 / 100,00  |
|                         | Coligação Democrática Unitária        | 818    | 10,51 / 100,00  |
|                         | LIVRE                                 | 448    | 5,76 / 100,00   |
|                         | Partido da Terra                      | 317    | 4,07 / 100,00   |
|                         | Bloco de Esquerda                     | 309    | 3,97 / 100,00   |
|                         | Partido pelos Animais e pela Natureza | 172    | 2,21 / 100,00   |
|                         | Outros                                | 311    | 4,00 / 100,00   |
| Votos Inválidos         | Votos Inválidos                       | 418    | 5,38 / 100,00   |
| Total                   | Total                                 | 7 780  | 100,00 / 100,00 |
| Eleitorado/Participação | Eleitorado/Participação               | 17 844 | 43,60 / 100,00  |

#### Lumiar
| Partido                 | Partido                               | Votos  | %               | +/-  |
| ----------------------- | ------------------------------------- | ------ | --------------- | ---- |
|                         | Aliança Portugal                      | 5 268  | 32,67 / 100,00  | 9,35 |
|                         | Partido Socialista                    | 4 062  | 25,19 / 100,00  | 1,56 |
|                         | Coligação Democrática Unitária        | 1 711  | 10,61 / 100,00  | 3,19 |
|                         | Partido da Terra                      | 1 064  | 6,60 / 100,00   | 5,92 |
|                         | LIVRE                                 | 1 064  | 6,60 / 100,00   | Novo |
|                         | Bloco de Esquerda                     | 847    | 5,25 / 100,00   | 7,54 |
|                         | Partido pelos Animais e pela Natureza | 344    | 2,13 / 100,00   | Novo |
|                         | Outros                                | 544    | 3,37 / 100,00   |      |
| Votos Inválidos         | Votos Inválidos                       | 1 220  | 7,56 / 100,00   | 1,30 |
| Total                   | Total                                 | 16 124 | 100,00 / 100,00 |      |
| Eleitorado/Participação | Eleitorado/Participação               | 37 703 | 42,77 / 100,00  | 1,56 |

#### Marvila
| Partido                 | Partido                               | Votos  | %               | +/-   |
| ----------------------- | ------------------------------------- | ------ | --------------- | ----- |
|                         | Partido Socialista                    | 4 578  | 39,50 / 100,00  | 7,24  |
|                         | Coligação Democrática Unitária        | 2 153  | 18,57 / 100,00  | 1,40  |
|                         | Aliança Portugal                      | 1 535  | 13,24 / 100,00  | 10,54 |
|                         | Bloco de Esquerda                     | 696    | 6,00 / 100,00   | 7,28  |
|                         | Partido da Terra                      | 656    | 5,66 / 100,00   | 4,90  |
|                         | PCTP/MRPP                             | 332    | 2,86 / 100,00   | 0,51  |
|                         | LIVRE                                 | 296    | 2,55 / 100,00   | Novo  |
|                         | Partido pelos Animais e pela Natureza | 221    | 1,91 / 100,00   | Novo  |
|                         | Outros                                | 465    | 3,99 / 100,00   |       |
| Votos Inválidos         | Votos Inválidos                       | 659    | 5,69 / 100,00   | 0,34  |
| Total                   | Total                                 | 11 591 | 100,00 / 100,00 |       |
| Eleitorado/Participação | Eleitorado/Participação               | 35 405 | 32,74 / 100,00  | 0,42  |

#### Misericórdia
| Partido                 | Partido                               | Votos  | %               |
| ----------------------- | ------------------------------------- | ------ | --------------- |
|                         | Partido Socialista                    | 1 443  | 29,16 / 100,00  |
|                         | Aliança Portugal                      | 1 211  | 24,47 / 100,00  |
|                         | Coligação Democrática Unitária        | 732    | 14,79 / 100,00  |
|                         | LIVRE                                 | 424    | 8,57 / 100,00   |
|                         | Bloco de Esquerda                     | 283    | 5,72 / 100,00   |
|                         | Partido da Terra                      | 232    | 4,69 / 100,00   |
|                         | Partido pelos Animais e pela Natureza | 144    | 2,91 / 100,00   |
|                         | PCTP/MRPP                             | 66     | 1,33 / 100,00   |
|                         | Outros                                | 144    | 2,91 / 100,00   |
| Votos Inválidos         | Votos Inválidos                       | 270    | 5,46 / 100,00   |
| Total                   | Total                                 | 4 949  | 100,00 / 100,00 |
| Eleitorado/Participação | Eleitorado/Participação               | 12 845 | 38,53 / 100,00  |

#### Olivais
| Partido                 | Partido                               | Votos  | %               |
| ----------------------- | ------------------------------------- | ------ | --------------- |
|                         | Partido Socialista                    | 4 517  | 33,69 / 100,00  |
|                         | Aliança Portugal                      | 2 917  | 21,76 / 100,00  |
|                         | Coligação Democrática Unitária        | 2 177  | 16,24 / 100,00  |
|                         | Partido da Terra                      | 818    | 6,10 / 100,00   |
|                         | Bloco de Esquerda                     | 739    | 5,51 / 100,00   |
|                         | LIVRE                                 | 467    | 3,48 / 100,00   |
|                         | Partido pelos Animais e pela Natureza | 304    | 2,27 / 100,00   |
|                         | PCTP/MRPP                             | 210    | 1,57 / 100,00   |
|                         | Outros                                | 451    | 3,35 / 100,00   |
| Votos Inválidos         | Votos Inválidos                       | 806    | 6,01 / 100,00   |
| Total                   | Total                                 | 13 406 | 100,00 / 100,00 |
| Eleitorado/Participação | Eleitorado/Participação               | 31 933 | 41,98 / 100,00  |

#### Parque das Nações
| Partido                 | Partido                               | Votos  | %               |
| ----------------------- | ------------------------------------- | ------ | --------------- |
|                         | Aliança Portugal                      | 1 925  | 27,83 / 100,00  |
|                         | Partido Socialista                    | 1 924  | 27,81 / 100,00  |
|                         | Coligação Democrática Unitária        | 733    | 10,60 / 100,00  |
|                         | Partido da Terra                      | 495    | 7,16 / 100,00   |
|                         | LIVRE                                 | 477    | 6,90 / 100,00   |
|                         | Bloco de Esquerda                     | 361    | 5,22 / 100,00   |
|                         | Partido pelos Animais e pela Natureza | 183    | 2,65 / 100,00   |
|                         | Outros                                | 255    | 3,70 / 100,00   |
| Votos Inválidos         | Votos Inválidos                       | 565    | 8,16 / 100,00   |
| Total                   | Total                                 | 6 918  | 100,00 / 100,00 |
| Eleitorado/Participação | Eleitorado/Participação               | 15 739 | 43,95 / 100,00  |

#### Penha de França
| Partido                 | Partido                               | Votos  | %               | +/-   |
| ----------------------- | ------------------------------------- | ------ | --------------- | ----- |
|                         | Partido Socialista                    | 3 276  | 33,04 / 100,00  | 4,52  |
|                         | Aliança Portugal                      | 2 084  | 21,02 / 100,00  | 15,16 |
|                         | Coligação Democrática Unitária        | 1 463  | 14,76 / 100,00  | 4,29  |
|                         | Bloco de Esquerda                     | 667    | 6,73 / 100,00   | 7,17  |
|                         | Partido da Terra                      | 626    | 6,31 / 100,00   | 5,71  |
|                         | LIVRE                                 | 507    | 5,11 / 100,00   | Novo  |
|                         | Partido pelos Animais e pela Natureza | 306    | 3,09 / 100,00   | Novo  |
|                         | PCTP/MRPP                             | 171    | 1,72 / 100,00   | 0,89  |
|                         | Outros                                | 267    | 2,67 / 100,00   |       |
| Votos Inválidos         | Votos Inválidos                       | 548    | 5,53 / 100,00   | 0,39  |
| Total                   | Total                                 | 9 915  | 100,00 / 100,00 |       |
| Eleitorado/Participação | Eleitorado/Participação               | 25 842 | 38,37 / 100,00  | 4,22  |

#### Santa Clara
| Partido                 | Partido                               | Votos  | %               |
| ----------------------- | ------------------------------------- | ------ | --------------- |
|                         | Partido Socialista                    | 2 088  | 33,67 / 100,00  |
|                         | Aliança Portugal                      | 1 220  | 19,67 / 100,00  |
|                         | Coligação Democrática Unitária        | 1 002  | 16,16 / 100,00  |
|                         | Bloco de Esquerda                     | 367    | 5,92 / 100,00   |
|                         | Partido da Terra                      | 361    | 5,82 / 100,00   |
|                         | LIVRE                                 | 225    | 3,63 / 100,00   |
|                         | PCTP/MRPP                             | 141    | 2,27 / 100,00   |
|                         | Partido pelos Animais e pela Natureza | 140    | 2,26 / 100,00   |
|                         | Outros                                | 258    | 4,17 / 100,00   |
| Votos Inválidos         | Votos Inválidos                       | 399    | 6,44 / 100,00   |
| Total                   | Total                                 | 6 201  | 100,00 / 100,00 |
| Eleitorado/Participação | Eleitorado/Participação               | 18 791 | 33,00 / 100,00  |

#### Santa Maria Maior
| Partido                 | Partido                               | Votos  | %               |
| ----------------------- | ------------------------------------- | ------ | --------------- |
|                         | Partido Socialista                    | 1 373  | 32,71 / 100,00  |
|                         | Aliança Portugal                      | 793    | 18,89 / 100,00  |
|                         | Coligação Democrática Unitária        | 772    | 18,39 / 100,00  |
|                         | LIVRE                                 | 257    | 6,12 / 100,00   |
|                         | Bloco de Esquerda                     | 255    | 6,08 / 100,00   |
|                         | Partido da Terra                      | 178    | 4,24 / 100,00   |
|                         | PCTP/MRPP                             | 104    | 2,48 / 100,00   |
|                         | Partido pelos Animais e pela Natureza | 93     | 2,22 / 100,00   |
|                         | Outros                                | 128    | 3,05 / 100,00   |
| Votos Inválidos         | Votos Inválidos                       | 244    | 5,81 / 100,00   |
| Total                   | Total                                 | 4 197  | 100,00 / 100,00 |
| Eleitorado/Participação | Eleitorado/Participação               | 12 128 | 34,61 / 100,00  |

#### Santo António
| Partido                 | Partido                               | Votos  | %               |
| ----------------------- | ------------------------------------- | ------ | --------------- |
|                         | Aliança Portugal                      | 1 651  | 32,71 / 100,00  |
|                         | Partido Socialista                    | 1 258  | 24,93 / 100,00  |
|                         | Coligação Democrática Unitária        | 580    | 11,49 / 100,00  |
|                         | LIVRE                                 | 403    | 7,98 / 100,00   |
|                         | Bloco de Esquerda                     | 267    | 5,29 / 100,00   |
|                         | Partido da Terra                      | 264    | 5,23 / 100,00   |
|                         | Partido pelos Animais e pela Natureza | 139    | 2,75 / 100,00   |
|                         | Outros                                | 189    | 3,74 / 100,00   |
| Votos Inválidos         | Votos Inválidos                       | 296    | 5,86 / 100,00   |
| Total                   | Total                                 | 5 047  | 100,00 / 100,00 |
| Eleitorado/Participação | Eleitorado/Participação               | 12 187 | 41,41 / 100,00  |

#### São Domingos de Benfica
| Partido                 | Partido                               | Votos  | %               | +/-   |
| ----------------------- | ------------------------------------- | ------ | --------------- | ----- |
|                         | Aliança Portugal                      | 4 670  | 33,85 / 100,00  | 11,85 |
|                         | Partido Socialista                    | 3 667  | 26,58 / 100,00  | 2,95  |
|                         | Coligação Democrática Unitária        | 1 476  | 10,70 / 100,00  | 3,20  |
|                         | Partido da Terra                      | 830    | 6,02 / 100,00   | 5,36  |
|                         | LIVRE                                 | 780    | 5,65 / 100,00   | Novo  |
|                         | Bloco de Esquerda                     | 653    | 4,73 / 100,00   | 6,06  |
|                         | Partido pelos Animais e pela Natureza | 335    | 2,43 / 100,00   | Novo  |
|                         | Outros                                | 479    | 3,46 / 100,00   |       |
| Votos Inválidos         | Votos Inválidos                       | 908    | 6,59 / 100,00   | 0,88  |
| Total                   | Total                                 | 13 798 | 100,00 / 100,00 |       |
| Eleitorado/Participação | Eleitorado/Participação               | 29 892 | 46,16 / 100,00  | 1,50  |

#### São Vicente
| Partido                 | Partido                               | Votos  | %               |
| ----------------------- | ------------------------------------- | ------ | --------------- |
|                         | Partido Socialista                    | 1 734  | 32,77 / 100,00  |
|                         | Aliança Portugal                      | 1 087  | 20,54 / 100,00  |
|                         | Coligação Democrática Unitária        | 903    | 17,07 / 100,00  |
|                         | LIVRE                                 | 305    | 5,76 / 100,00   |
|                         | Bloco de Esquerda                     | 293    | 5,54 / 100,00   |
|                         | Partido da Terra                      | 281    | 5,31 / 100,00   |
|                         | Partido pelos Animais e pela Natureza | 141    | 2,66 / 100,00   |
|                         | PCTP/MRPP                             | 103    | 1,95 / 100,00   |
|                         | Outros                                | 155    | 2,97 / 100,00   |
| Votos Inválidos         | Votos Inválidos                       | 289    | 5,46 / 100,00   |
| Total                   | Total                                 | 5 291  | 100,00 / 100,00 |
| Eleitorado/Participação | Eleitorado/Participação               | 13 690 | 38,65 / 100,00  |